# Внутренний диалог

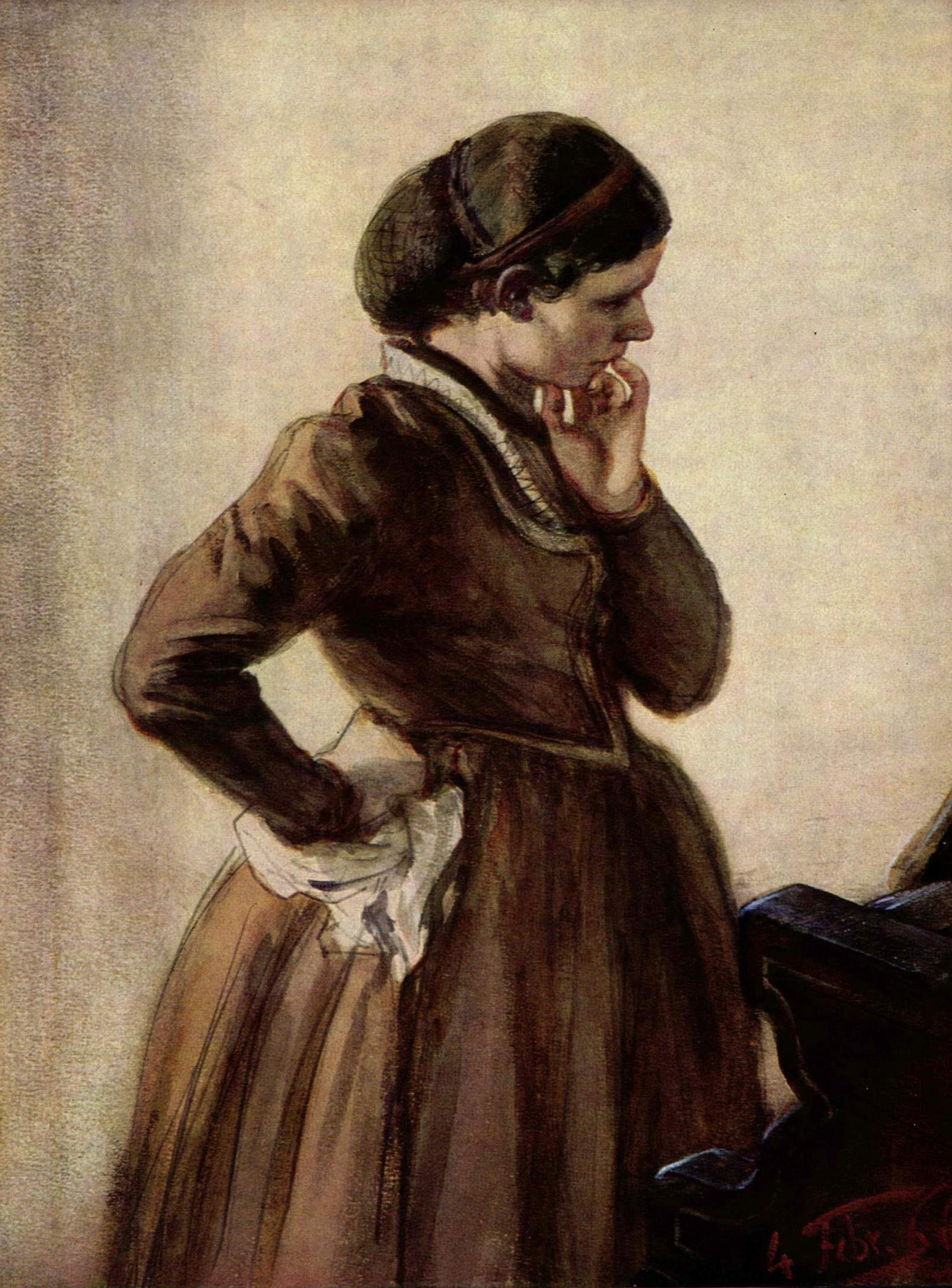
Внутренний диалог

Вну́тренний диало́г — понятие в психологии, процесс непрерывного внутреннего общения человека с самим собой (то есть с внутренним «Я»), внутриличностной автокоммуникации. Одним из элементов, который обеспечивает диалогизм самосознания, является рефлексия — обращение внимания субъекта на своё собственное состояние и опыт. Внутренний диалог — результат присутствия внутри сознания сразу нескольких субъектов общения. Одно из возможных объяснений лежит в области трансакционного анализа, внутренний диалог может быть объяснён как взаимодействие разных эго-состояний (внутреннего ребёнка, внутреннего взрослого и внутреннего родителя).

## В психологии
Внутренний диалог в психологических исследованиях (в частности, в таких областях, как психология сознания, психология речи, и др.) выступает как:
- феномен сознания и самосознания (диалогическое сознание), мышления и речи,
- неотъемлемая составляющая изменённых состояний сознания, а также их возникновения и развития,
- психотерапевтический приём,
- приём художественного изображения внутреннего мира литературных героев,
- психотехнический инструмент, применяемый в различных религиозных и медитативных практиках.

### Понятие
А. В. Визгина предлагает под внутренним диалогом понимать в различной мере развёрнутую речевую активность субъекта, направленную на значимые для него аспекты действительности и собственного «Я». Специфика этой активности определяется взаимодействием по крайней мере двух несовпадающих точек зрения, развиваемых одним и тем же субъектом.
Согласно определению А. В. Россохина, внутренний диалог — это «интрапсихический процесс, протекающий в речевой диалогической форме, направленный на разрешение интеллектуально-неоднозначной, личностно-эмоционально-значимой, конфликтной проблематики». Однако, в согласии с позицией данного автора, внутренний диалог — это не столкновение противоположных смысловых позиций вследствие наличия неразрешимой проблемы, но «способ „вживания“ и переработки субъектом эмоционально насыщенных, личностно и/или интеллектуально значимых содержаний сознания, которые могут быть и позитивно заряжены».

### Признаки
Структура внутреннего диалога включает интериоризованные образы значимых других («внутренних собеседников») и различные (патологические, нейтральные, позитивные) формы взаимоотношений между ними.
Также, к признакам внутреннего диалога относят:
- активность его участников
- смену смысловых позиций, голосов (по М. М. Бахтину), речевых субъектов (внутренних, интериоризированных собеседников)

### Основные функции (значение)
Согласно представлениям А. В. Россохина, внутренний диалог — это механизм личностной трансформации, и в соответствии с этим, к его основным функциям следует отнести:
1. Реализацию процессов мышления и рефлексии.
2. Осознание содержаний и некоторых компонентов структуры самосознания личности.
3. Изменение структуры самосознания, иерархии мотивов.

### Классификации
Г. М. Кучинский выделяет явный — когда вербализована только одна из позиций дискуссии, и скрытый внутренний диалог, при котором вербализованы обе позиции.
А. В. Визгина различает 3 основные формы внутреннего диалога:
1. Генетически исходные, зачаточные формы, характеризующие сознание и самосознание ребёнка.
2. Развитые (сформированные, ставшие) формы, к которым относятся — мыслительные — реализаторы процессов мышления, и личностные внутренние диалоги.
3. Диалоги конфликтных личностей, эмпирически выделенные в гештальттерапии, транзактном анализе и когнитивной психотерапии.

## В эзотерике

### В учении Карлоса Кастанеды
Термин используется в учении Карлоса Кастанеды, согласно которому внутренний диалог является инструментом, который неосознанно применяется человеком для жесткой фиксации своей картины мира (восприятия). Побочным эффектом применения внутреннего диалога является полное убеждение, что воспринимаемый мир неизменен и окончателен. Это делает человека «твердым» («тупым») — неспособным к пониманию и восприятию чего-либо, что лежит за пределами его представления о мире.
Согласно учению Карлоса Кастанеды, летуны (неорганические существа), через «встроенный разум» «убеждают» человека отдавать предпочтение в восприятии мира следующим чувствам: скука, жалость, жадность, зависть и др. Эти чувства являются основой внутреннего диалога современного человека, что является причиной его аномальной для животного эгоистичности. Процесс ведения внутреннего диалога делает энергию человека (жертвы) пригодной к поглощению летунами (хищниками). Летуны оставляют немного энергии человеку для поддержания жизни, и такой низкий уровень энергии является благотворной почвой для образования зацикленностей внимания на собственном эго, внутреннем диалоге и саморефлексии.
Влияние летунов на человека остается незамеченным в силу воспитания: человек воспринимает «атаки» «встроенного разума» как внутренний голос или предчувствия, а «команды» внутреннего диалога, образованные под влиянием этих чувств, как собственные мысли. Техника полного (внутреннего) молчания ведет человека к осознанию «команд» внутреннего диалога и обнаружению «атак» «встроенного разума», что открывает возможность их игнорирования, что в свою очередь вызывает постепенное затухание внутреннего диалога и в конце концов приводит к внутреннему безмолвию, разрушению привычной картины мира и осознанию энергетической части человеческого я.
Все техники пути воина направлены на ускорение достижения состояния внутреннего безмолвия (естественное состояние для всех живых существ, при котором внутренний диалог не ведется).

Мы непрерывно разговариваем с собой о нашем мире. Фактически, мы создаём наш мир своим внутренним диалогом. Когда мы перестаём разговаривать с собой, мир становится таким, каким он должен быть. Мы обновляем его, мы наделяем его жизнью, мы поддерживаем его своим внутренним диалогом. И не только это. Мы также выбираем свои пути в соответствии с тем, что мы говорим себе. Так мы повторяем тот же самый выбор ещё и ещё, до тех пор, пока не умрём. Потому что мы продолжаем всё тот же внутренний диалог. Воин осознаёт это и стремится прекратить свой внутренний диалог.— Карлос Кастанеда «Колесо времени»

Ключом к шаманизму является изменение нашей идеи мира. Остановка внутреннего диалога — единственный путь к этому. Всё остальное — просто разговоры. Всё, что бы вы ни сделали, за исключением остановки внутреннего диалога, ничего не сможет изменить ни в вас самих, ни в вашей идее мира.— Карлос Кастанеда «Колесо времени»

### Техники достижения внутреннего безмолвия
- Тенсегрити
- Перепросмотр
- Неделание
- Мелкие (домашние) тираны
- Техника пристального созерцания
- Полное (внутреннее) молчание
- Полная дисциплинированность и безупречность действий
- Сновидение
- Сталкинг
- Холотропное дыхание

## В психиатрии
В психиатрии рассматривают т. н. симптом деперсонализации — расстройство самовосприятия личности и отчуждение её психических свойств, утрата чувства собственного «Я». Данное состояние может сопровождаться ощущением частичного или полного исчезновения (стирания) черт своей личности, также ощущением отсутствия каких-либо мыслей («остановки внутреннего диалога»), если в норме диалог идёт с собственным «Я», то при деперсонализации диалог идёт как бы «извне».